# Sníh

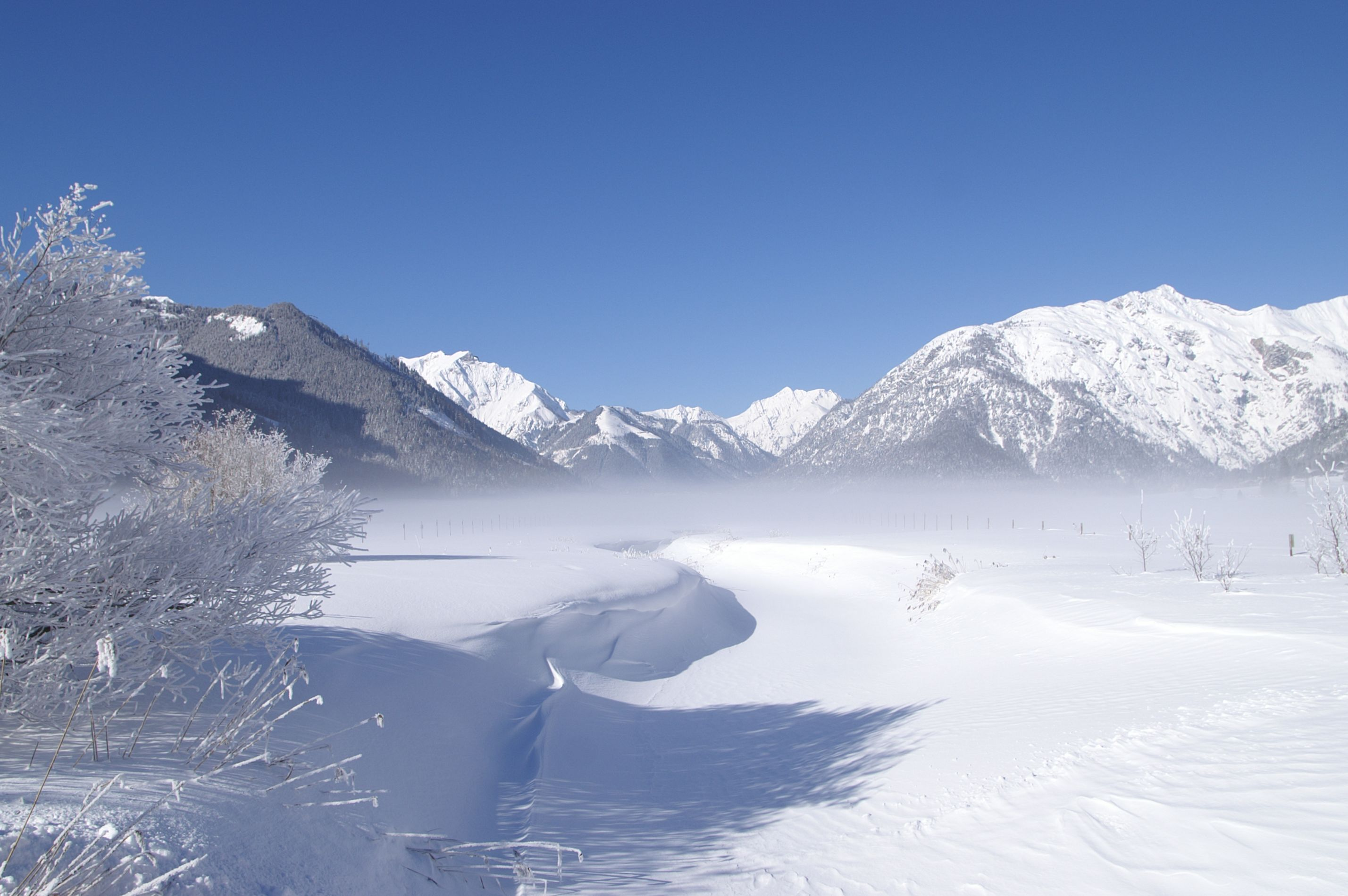
Zasněžená krajina

Sníh je specifická forma ledu, pevného skupenství vody. Je tvořen ledovými krystalky seskupenými do sněhových vloček. V přírodě vzniká přirozeně za vhodných klimatických podmínek v oblacích na převážně biologickém podkladu jako jsou bakterie, odkud se snáší k zemi. Tento děj se nazývá sněžení. Sníh nahromaděný ve větším množství na dostatečně prochladlém zemském povrchu se nazývá sněhová pokrývka. Na rozdíl od dešťové vody z místa dopadu ihned neodtéká, představuje tak důležitý prvek v koloběhu vody v přírodě. Významná je také jeho tepelně izolační schopnost, která umožňuje mnoha rostlinným i živočišným druhům přečkat mrazy.

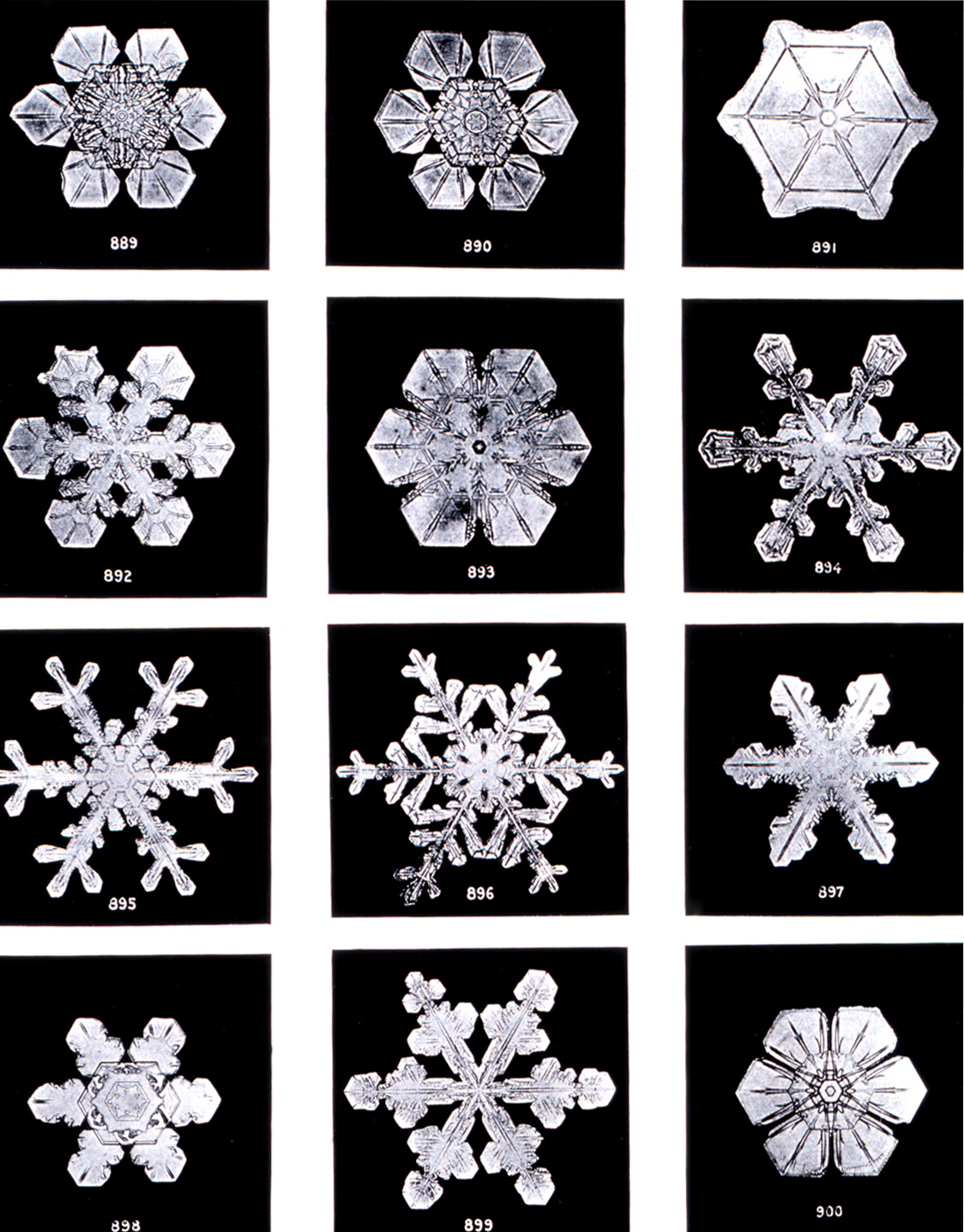
Sněhové vločky
(Wilson Bentley, 1902)

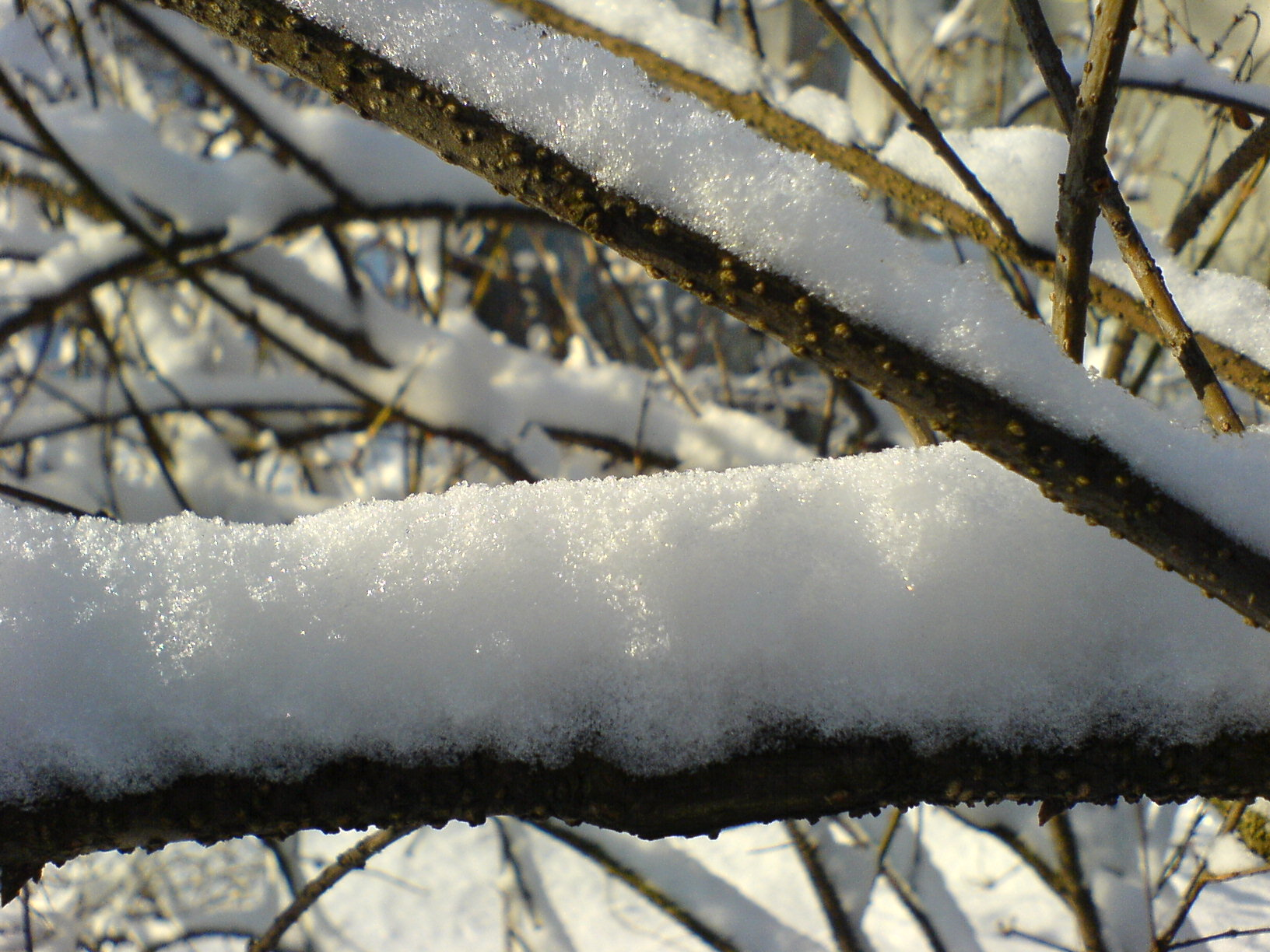
Čerstvý sníh na tenké větvičce

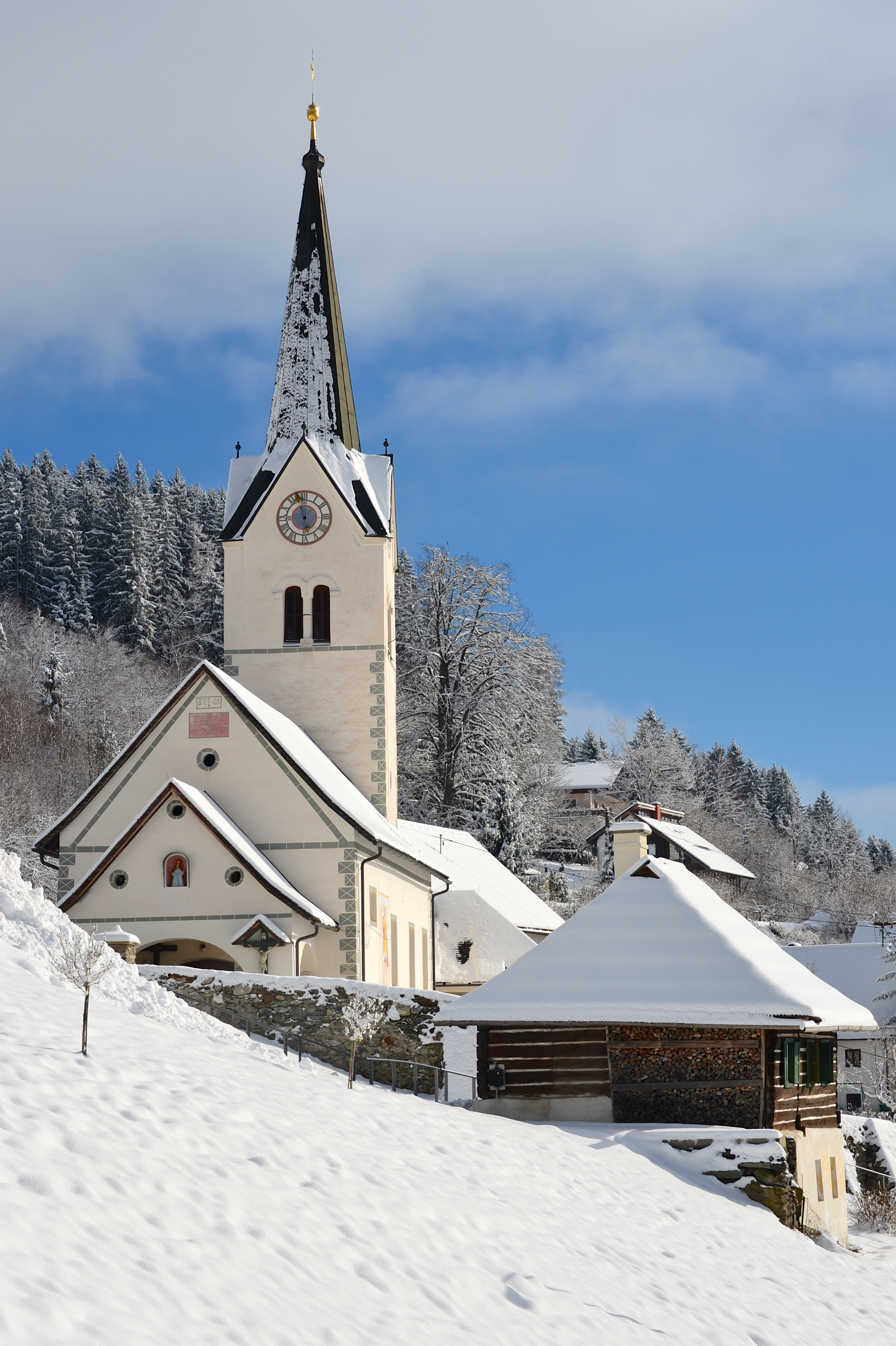
Kostel v horách ve sněhu

## Sněhová vločka
Za podmínek panujících obvykle v oblacích krystalizuje voda ve fázi ledu Ih v šesterečné krystalografické soustavě. To určuje šesterečnou symetrii vloček. Krystalky jsou formovány v podmínkách nízké prostorové koncentrace molekul vody. Proto nevzniká celistvá masa, jak lze běžně pozorovat při přechodu vody do pevného skupenství na zemském povrchu. Jejich tvar je dán lokální kombinací teploty, tlaku a koncentrace molekul vody (vlhkosti). Sněhové vločky vznikají akrecí ledových krystalků. Při ní je obvykle symetrie mírně porušena. Při sestupu k povrchu se mohou ještě slučovat do větších shluků opět v závislosti na klimatických podmínkách.
Dalším faktorem ovlivňujícím tvar a velikost vločky je čas. Jevy akrece i agregace vyžadují fyzické přemisťování ledových krystalků, jsou proto relativně pomalé. Při napodobování tvorby sněhu pomocí sněžných děl jsou vločky formovány v omezeném čase, proto jsou obecně menší. V důsledku toho je technický sníh od přírodního rozpoznatelný, je hutnější.
Přítomnost symetrických krystalků v mracích může při vhodné poloze Slunce vyvolat halové jevy.

## Fyzikální vlastnosti
Molekulární síly si při formování sněhové vločky vynutí její skoro dokonalou šesterečnou symetrii. Mezi jednotlivými vločkami jsou ale vzdálenosti již příliš veliké, takže jsou vločky při snášení se k povrchu (rychlostí 0,3–1 m·s−1) orientovány chaoticky a sněhová pokrývka tak představuje soubor neuspořádaně nakupených vloček. Proto je základní vlastností sněhu jeho izotropie. Pokud by byl způsob jak vločky srovnat, většina níže uvedených vlastností by se změnila. Čerstvě napadaný sníh je tvořen jen ze 3 % ledovými krystalky, 97 % připadá na vzduchové mezery mezi krystaly. Jeho hustota se pak pohybuje okolo 100 kg/m3.

### Mechanické
Hustota čerstvě napadaného sněhu značně závisí na vlhkosti 
- začíná na 30 kg·m−3 a u mokrého se zvyšuje zhruba na 600 kg·m−3, při silných deštích může vzrůstat až k hustotě vody.

### Tepelné
Velmi dobrý tepelný izolant. Čerstvě napadaný sníh má součinitel tepelné vodivosti asi 0,03 W·m−1·K−1, mokrý uleželý asi dvacetinásobně vyšší. Tato vlastnost je zásadní pro přežití některých rostlinných a živočišných druhů. Nebezpečná situace, kdy mrzne bez sněhové pokrývky, se označuje jako holomráz. Malá tepelná vodivost sněhu umožňuje vhodně postavené iglú vytopit relativně malým zdrojem tepla. Téže vlastnosti lze využít i v našich podmínkách. Při neočekávané potřebě přečkat noc v přírodě lze vybudovat sněhový záhrab, který může výrazně omezit tepelné ztráty.

### Akustické
Sníh je dobře zvukově izolační materiál. Deseticentimetrová vrstva čerstvě napadaného sněhu pohltí 45 % energie na frekvenci 125 Hz a více než 90 % pro všechny lidskému uchu slyšitelné frekvence nad 500 Hz.

### Optické
Jednotlivé sněhové vločky jsou stejně jako např. kostka ledu průhledné ve viditelné oblasti spektra. Výsledná bílá barva sněhu je dána tím, že vidíme mnoho vloček najednou, vlastně obrovské množství hran ledových krystalků, na nichž se odráží a láme světlo. Oko a mozek pak výsledek vyhodnotí jako bílou barvu. Často uváděnou analogií tohoto jevu je efektivní zbělení automobilového skla, které se po nárazu roztříští na mnoho drobných střípků s mnoha hranami.
Čerstvě napadaný sníh odráží asi 90 % dopadajícího světla ve viditelné oblasti spektra (albedo = 0,9), u staršího sněhu odrazivost klesá. Sníh tedy vykazuje při odtávání kladnou zpětnou vazbu – sníh v důsledku dopadajícího světla na povrchu nataje, tím klesne jeho odrazivost, pohlcuje více světla a odtává stále rychleji.
V blízké infračervené oblasti spektra klesá jeho odrazivost k nule v blízkosti vlnové délky 1,5 µm, kde je světlo dobře pohlcováno vodou. V blízké ultrafialové oblasti je odrazivost čerstvě napadaného sněhu vysoká, protože z mikroskopického pohledu je k dispozici velké množství rovinných stěn ledových krystalů, které dobře odrazí krátkovlnné záření.
Barva sněhu může být zásadně ovlivněna příměsemi přítomnými v oblacích. Jemný písek z pouštních oblastí může sníh zbarvit do žluta nebo oranžova, průmyslové znečištění pak prakticky jakkoli. Pro sníh ve městech je typické, že rozbředlý sníh nejprve přijme hnědou barvu (sněhová břečka) a později při nakupení do postupně odtávajících kup na povrchu černá v důsledku usazování prachových částic. Prach ale způsobuje ztmavnutí sněhu i ve vzdálených oblastech.

## Měření a klasifikace sněhové pokrývky
Sněhová pokrývka se dá klasifikovat podle rozličných charakteristik (hustota, vlhkost, typ zrn atd.) Užívána je zejména Mezinárodní klasifikace sezónní sněhové pokrývky, která je revidovanou verzí stejnojmenné mezinárodní klasifikace z roku 1990. Tato klasifikace třídí sněhovou pokrývku do typů dle následujících charakteristik:

### Tvar sněhových zrn
Dle tvaru jsou sněhová zrna sezónní sněhové pokrývky členěna do devíti základních typů, které jde pak dále členit do řady dalších subtypů. Základními typy jsou:
- Srážkové částice (nový sníh): sněhová zrna mají zachovalou podobu, v jaké vznikly v atmosféře. Dle rozličných fyzikálních charakteristik (zejména teploty a nasycení/přesycení vodní parou) vznikají v atmosféře různé typy sněhových krystalů: sloupečky, jehličky, destičky, hvězdice (dendrity), nepravidelné krystaly, kroupy, krupky, ledová zrnka, jíní. Fyzikální poměry v atmosféře, za kterých srážkové částice vznikly, se obvykle výrazně liší od fyzikálních poměrů ve sněhové pokrývce. Zatímco přesycení vodní parou vzhledem k ledu dosahuje ve sněhové pokrývce obvykle hodnot mezi 0 a 1 %, v atmosféře při tvorbě srážkových částic dosahuje zpravidla hodnot mnohem vyšších, od 0 do 50 % i více. Z toho plyne, že srážkové částice ve sněhové pokrývce obvykle nemají dlouhého trvání a rychle prochází metamorfózou. Čím podobnější byly podmínky při vzniku srážkové částice podmínkám ve sněhové pokrývce, tím trvalejší je obvykle daný subtyp srážkové částice.[11]
- zlomkový (plstnatý sníh): vzniká prvotní přeměnou srážkových částic, zejména jejich fragmentací působením větru. Zrna již mohou nést stopy zaoblování. Vzhledem k tomu, že se jednotlivá sněhová zrna do sebe zakliňují a vznikají mezi nimi můstky, dochází k rychlému nárůstu soudržnosti sněhové pokrývky.

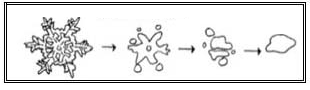
Bortící přeměna sněhového krystalu za vzniku okrouhlozrnitého sněhu

- okrouhlozrnitý sníh: dochází k zaoblování sněhových zrn. Jde o důsledek procesu, který je v české literatuře nazýván jako bortící přeměna.[12] V podmínkách mírného tepelného gradientu dochází k sublimaci ledu z exponovaných částí zrn s vysokou povrchovou energií a desublimaci v konkávních částech zrn s nízkou povrchovou energií. Dochází k propojování sněhových zrn a tím i k nárůstu soudržnosti sněhové pokrývky.
- hranatozrnitý sníh: v podmínkách vysokého tepelného gradientu a velkého tlaku vodní páry v prostoru mezi zrny dochází k výstavbové přeměně sněhových zrn – vznikají na nich rovné plošky s ostrými hranami. Vzhledem k postupnému vzrůstu velikosti krystalů a k zanikání můstků mezi zrny dochází ke snižování soudržnosti sněhové pokrývky.
- pohárkové krystaly (dutinová jinovatka) vznikají rychlou výstavbovou přeměnou sněhových zrn za velkého teplotního gradientu a zároveň vysoké teploty. V takových podmínkách vznikají velmi velké krystaly ve tvaru dutých pohárků. Takové podmínky se vyskytují obvykle ve spodní části sněhového profilu (vysoká teplota) v arktickém nebo kontinentálním podnebí (velký teplotní gradient v rámci sněhové pokrývky). Dutinová jinovatka je anizotropní – zatímco ve vertikálním směru se vyznačuje vysokou pevností, ve směru horizontálním je značně nesoudržná a i díky obvykle špatné vazbě na okolní sněhové vrstvy dochází k vzniku značně nestabilní sněhové pokrývky. Jde o častou kritickou vrstvu deskových lavin. Vzhledem k poloze uvnitř sněhového profilu jde o špatně odhalitelné riziko, které je navíc časově velmi trvanlivé – v místech, kde pohárkové krystaly vzniknou, obvykle vydrží celou zimu.[11]
- povrchová jinovatka: Vzniká za nízkých teplot na povrchu sněhové pokrývky vlivem radiačního ochlazování vyzařováním dlouhovlnného záření ze sněhové pokrývky. V takové situaci dojde nad sněhem ke vzniku mělké, ale velmi výrazné teplotní inverze, dojde přesycení vzduchu vodní parou vůči ledu a vysrážení krystalů povrchové jinovatky. Ta je anizotropní, má velmi malou soudržnost ve střihu. Pokud dojde k jejímu pozdějším zasněžení, tvoří „ideální“ kritickou vrstvu deskových lavin.
- tavné formy, firn: Do této třídy se řadí jednak sníh s makroskopicky rozpoznatelným množstvím vody v tekutém skupenství a jednak sněhové krusty vzniklé opakovaným střídáním cyklů tání a mrazu. Částice této třídy vznikají tavnou přeměnou sněhových zrn jiných typů. Soudržnost klesá se vzrůstajícím podílem tekuté vody, velmi mokrý sníh může být zdrojem břečkových lavin (břečkotoků),[12] které se mohou vyskytovat na vůbec nejmírnějších svazích (od 5° výš). Sněhové krusty bývají velmi soudržné (soudržnost roste s počtem cyklů teplo/mráz), nicméně mohou vytvářet bariéru pro pohyb vodní páry ve sněhovém profilu, díky čemuž může docházet ke vzniku nestabilních typů sněhu (hranatorznitý, pohárkové krystaly) pod a nad sněhovou krustou.[11]
- kompaktní led: ledové krusty nejrůznější tloušťky a původu. Mohou vytvářet bariéru pohybu vodní páry v profilu nebo po nich může stékat tavná voda.
- umělý sníh: sníh vzniklý činností sněžných děl. Jde o velmi malé, sférické částice.

### Průměrná velikost zrn
- velmi jemný sníh: pod 0,2 mm
- jemný sníh: 0,2–0,5 mm
- sníh střední hrubosti: 0,5–1 mm
- hrubý sníh: 1–2 mm
- velmi hrubý sníh: 2–5 mm
- extrémně hrubý sníh: 5 a více mm

### Obsah tekuté vody
- suchý sníh: 0 % tekuté vody. Sněhová zrna mají malou tendenci se k sobě pod tlakem vázat (špatně se dělá sněhová koule).
- vlhký: 0–3 % tekuté vody. Ta není pozorovatelná ani při desetinásobném zvětšení. Při tlaku se však na sebe sněhová zrna snadno vážnou (sníh dobře vytváří sněhové koule).
- mokrý: 3–8 % tekuté vody. Ta je již makroskopicky pozorovatelná, nelze ji však ještě ze sněhu vymačkat.
- velmi mokrý: 8–15 % tekuté vody, kterou jde ze sněhu vymačkat. V pórech mezi zrny však stále zůstává určitý objem vzduchu.
- promoklý: více než 15 % tekuté vody. Podíl vzduchu klesá na 20–40 %.

### Tvrdost sněhu
Tvrdostí je v této klasifikaci myšlena odolnost vůči průniku předmětu do sněhu. V rámci terénního měření se tradičně tvrdost sněhu určuje ručním měřením tvrdosti za pomoci rukou, tužky a nože. Pro přesnější a objektivnější určení tvrdosti se používá švýcarské kladivové sondy, u které se určuje R hodnota odrazu v newtonech. Kategorie tvrdosti sněhu jsou:
- velmi měkký sníh – lze snadno probořit zaťatou pěst. Odpovídající R hodnoty švýcarské kladivové sondy jsou v rozmezí 0–50 N.
- měkký sníh – lze snadno probořit čtyři prsty (narovnaná dlaň). Odpovídající R hodnoty 50–175 N
- středně tvrdý sníh – lze snadno probořit jeden prst. Odpovídající R hodnoty 175–390 N
- tvrdý sníh – lze probořit hrot tužky. Odpovídající R hodnoty 390–715 N
- velmi tvrdý sníh – lze probořit čepel nože. Odpovídající R hodnoty 715–1200 N
- led – nelze bez velkého tlaku probořit ani čepel nože. R hodnoty nad 1200 N

Rozložení tvrdostí sněhu ve sněhovém profilu může posloužit jako dobrý ukazatel stability sněhové pokrývky. Sněhová pokrývka s tvrdým sněhem naspodu a postupným snižováním tvrdosti v rámci sněhového profilu, nebo s rovnoměrnou tvrdostí v rámci celého profilu, bude výrazně soudržnější, než sněhová pokrývka s výraznými skoky v tvrdosti či s měkkým sněhem uprostřed či ve spodní části profilu.

## Formy sněžení
Sněhová přeháňka
Srážka složená z ledových krystalků, které většinou vytvářejí hvězdice (sněhové vločky). Sněhová přeháňka se od sněžení liší rychlostí kolísání intenzity jevu, náhlostí výskytu, rychlostí střídání oblačnosti a obvykle malým územním rozsahem jednotlivé přeháňky. Ve sněhové přeháňce bývá značný pokles dohlednosti, mimo přeháňku bývá dohlednost dobrá.
Déšť se sněhem
Srážka složená současně z vodních kapek a sněhových vloček se nazývá déšť se sněhem.
Sněhové krupky
Srážka se skládá z bílých neprůsvitných ledových zrn. Tato zrna jsou kulovitá, někdy kuželovitá, jejich průměr bývá 2 až 5 mm. Sněhové krupky jsou křehké, dají se snadno stlačovat. Při dopadu na tvrdou plochu odskakují a snadno se tříští. Většinou se vyskytuji v přeháňkách.
Sněhová zrna
Srážka skládající se z velmi malých a neprůsvitných ledových zrn. Tato zrna jsou zploštělá nebo podlouhlá, jejich průměr bývá menší než 1 mm. Při dopadu na zem se netříští a neodskakují.
Zmrzlý déšť
Srážka je složená z průhledných ledových zrn. Vzniká zmrznutím dešťových kapek nebo sněhových vloček, které během svého pádu téměř roztály a opět zmrzly. Ledová zrna zmrzlého deště mají zpravidla kulovitý nebo nepravidelný, vzácně i kuželovitý tvar. Jejich průměr je menší než 5 mm.
Námrazové krupky
Srážka složená z průsvitných ledových zrn převážně kulovitého, zřídka též kuželovitého tvaru o průměru kolem 5 mm. Jsou to sněhová zrnka obalená tenkou vrstvou ledu. Námrazové krupky se vyskytují výhradně v přeháňkách.

## Vliv na lidskou společnost
Ve vyšších zeměpisných šířkách je sníh přirozenou součástí života. Je používán na stavbu obydlí – iglú. Pro pohyb po sněhové pokrývce jsou používány prostředky, které umožní rozložení hmotnosti osoby nebo vozidla na větší plochu – lyže, sněžnice, saně, sněžné rolby, sněžné skútry.

### Rekreace
V mírném pásu je sníh typickým atributem zimy. Sníh je v zimě snadno dostupný a snadno zpracovatelný materiál, který je kromě jiného lehce použitelný k zábavě, lze se koulovat, stavět sněhuláky, bunkry. Sněhová pokrývka může při vhodně zvolených prostředcích usnadnit pohyb i po jinak nepřístupném terénu. To vytváří základ pro mnohé zimní sporty, v ČR nejčastěji lyžování. Výzbroj potřebná k jejich provozování je podobná jako pro pohyb v trvale zasněžených oblastech – lyže, snowboard, saně.

### Nebezpečí

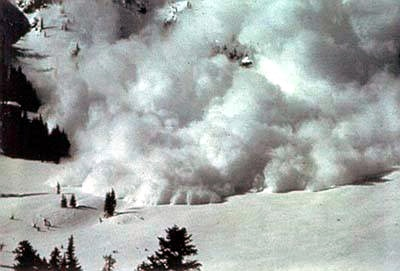
Padající sněhová lavina

Sníh je také obávané riziko. Nejničivějším jevem je náhlý sesuv sněhové masy ze svahu – sněhová lavina, jejíž nebezpečí hrozí tehdy, napadne-li čerstvý sníh na již umrzlou sněhovou pokrývku, s níž se pevně nespojí a může po ní sklouznout. Méně nebezpečný je podobný jev na šikmých střechách, na něž se proto umisťují sněhové zábrany nebo sněhové háky, aby zabránily náhlému sesuvu sněhové masy. Pro budovy s plochou střechou představuje sněhová pokrývka zase riziko přetížení střešní konstrukce.
Sníh také komplikuje pohyb. Při pohybu v terénu hrozí v hlubokém sněhu přecenění sil a možné umrznutí. Nebezpečná je i situace silničních vozidel, která se na sněhové pokrývce stávají hůře ovladatelná a je třeba je doplnit zimní výbavou – zimními pneumatikami nebo sněhovými řetězy.
Sníh je zrádný také tím, že oproti jiným běžně se vyskytujícím plochám v krajině velmi dobře odráží ultrafialovou složku slunečního světla i pod velkými úhly. Delší expozice v zasněženém terénu bez ochranných brýlí může vést k poškození očí (tzv. sněžná slepota).

### Jazyk
Národy, které se častěji setkávají se sněhem mají pro něj více výrazů, ale ne tolik, jako se uvádí.

### Mytologie a pohádky
Četnost výskytu sněhu v dané oblasti je úměrná postavení sněhu v místně tradovaných příbězích. U severských národů vystupují postavy jako Sněhová královna nebo Děda Mráz. V České republice je sníh spíše příznakem dočasné nehostinnosti krajiny (pohádka O dvanácti měsíčkách). U jihoslovanských národů je opakujícím se motivem mouka padající z nebe.

## Sněhové rekordy
- Největší sněžení – Celkem 31 102 mm sněhu napadlo od roku 1971 do roku 1972 v Paradise Mount Rainier ve státě Washington v USA.
- Největší zaznamenaná hloubka sněhové pokrývky dosahovala 11,46 metrů a byla naměřena v Tamaraku ve státě Kalifornie v USA v březnu 1911.
- Nejvyšší počet mrtvých a škod v důsledku sněhové bouře – celkem 500 lidí zahynulo při sněhové bouři, která se 12. až 13. března 1993 přehnala po celém východním pobřeží Spojených států amerických. Bouře, kterou jeden z meteorologů charakterizoval jako „vánice se srdcem sněhové bouře a duší uragánu“, způsobila škody ve výši 1,2 miliardy amerických dolarů.